# Општина Сиудад Фернандез (Сан Луис Потоси)
Сиудад Фернандез (шп. Ciudad Fernández) општина је у Мексику у савезној држави Сан Луис Потоси. Општина се налази на надморској висини од 1000 м.

## Становништво
Према подацима из 2010. у општини је живело 43528 становника.

### Хронологија
| Година       | 2000                  | 2005                  | 2010                  |
| ------------ | --------------------- | --------------------- | --------------------- |
| Становништво | 39944 (19439 / 20505) | 41052 (19702 / 21350) | 43528 (21258 / 22270) |

### Попис
| \| \| м \| \| \| ж \| \| 0—2 \| 1.308 \| \| \| 1.253 \| \| 3—5 \| 1.366 \| \| \| 1.274 \| \| 6—11 \| 2.827 \| \| \| 2.699 \| \| 12—14 \| 1.482 \| \| \| 1.370 \| \| 15—17 \| 1.556 \| \| \| 1.494 \| \| 18—24 \| 2.644 \| \| \| 2.941 \| \| 60+ \| 2.481 \| \| \| 2.513 \| \| Просек : \| 28,1 \| \| \| 29,2 \| |       |  |  |       |
| |       |  |  |       |
| | м     |  |  | ж     |
| 0—2 | 1.308 |  |  | 1.253 |
| 3—5 | 1.366 |  |  | 1.274 |
| 6—11 | 2.827 |  |  | 2.699 |
| 12—14 | 1.482 |  |  | 1.370 |
| 15—17 | 1.556 |  |  | 1.494 |
| 18—24 | 2.644 |  |  | 2.941 |
| 60+ | 2.481 |  |  | 2.513 |
| Просек : | 28,1  |  |  | 29,2  |

| #   | Индикатор                                                                                        | Вредност |
| --- | ------------------------------------------------------------------------------------------------ | -------- |
| 1   | Становништво од 0 до 2 године                                                                    | 2561     |
| 2   | Мушко становништво од 0 до 2 године                                                              | 1308     |
| 3   | Женско становништво од 0 до 2 године                                                             | 1253     |
| 4   | Становништво са 3 и више година                                                                  | 40943    |
| 5   | Мушко становништво са 3 и више година                                                            | 19941    |
| 6   | Женско становништво са 3 и више година                                                           | 21002    |
| 7   | Становништво са 5 и више година                                                                  | 39166    |
| 8   | Мушко становништво са 5 и више година                                                            | 19005    |
| 9   | Женско становништво са 5 и више година                                                           | 20161    |
| 10  | Становништво са 12 и више година                                                                 | 32777    |
| 11  | Мушко становништво са 12 и више година                                                           | 15748    |
| 12  | Женско становништво са 12 и више година                                                          | 17029    |
| 13  | Становништво са 15 и више година                                                                 | 29925    |
| 14  | Мушко становништво са 15 и више година                                                           | 14266    |
| 15  | Женско становништво са 15 и више година                                                          | 15659    |
| 16  | Становништво са 18 и више година                                                                 | 26875    |
| 17  | Мушко становништво са 18 и више година                                                           | 12710    |
| 18  | Женско становништво са 18 и више година                                                          | 14165    |
| 19  | Становништво од 3 до 5 година                                                                    | 2640     |
| 20  | Мушко становништво од 3 до 5 година                                                              | 1366     |
| 21  | Женско становништво од 3 до 5 година                                                             | 1274     |
| 22  | Становништво од 6 до 11 година                                                                   | 5526     |
| 23  | Мушко становништво од 6 до 11 година                                                             | 2827     |
| 24  | Женско становништво од 6 до 11 година                                                            | 2699     |
| 25  | Становништво од 8 до 14 година                                                                   | 6635     |
| 26  | Мушко становништво од 8 до 14 година                                                             | 3411     |
| 27  | Женско становништво од 8 до 14 година                                                            | 3224     |
| 28  | Становништво од 12 до 14 година                                                                  | 2852     |
| 29  | Мушко становништво од 12 до 14 година                                                            | 1482     |
| 30  | Женско становништво од 12 до 14 година                                                           | 1370     |
| 31  | Становништво од 15 до 17 година                                                                  | 3050     |
| 32  | Мушко становништво од 15 до 17 година                                                            | 1556     |
| 33  | Женско становништво од 15 до 17 година                                                           | 1494     |
| 34  | Становништво од 18 до 24 године                                                                  | 5585     |
| 35  | Мушко становништво од 18 до 24 године                                                            | 2644     |
| 36  | Женско становништво од 18 до 24 године                                                           | 2941     |
| 37  | Женско становништво од 15 до 49 година                                                           | 11428    |
| 38  | Становништво са 60 и више година                                                                 | 4994     |
| 39  | Мушко становништво са 60 и више година                                                           | 2481     |
| 40  | Женско становништво са 60 и више година                                                          | 2513     |
| 41  | Однос између мушкараца и жена                                                                    | 95.46    |
| 42  | Становништво од нуле до 14 година                                                                | 13579    |
| 43  | Становништво од 15 до 64 године                                                                  | 26178    |
| 44  | Становништво од 65 година и више                                                                 | 3747     |
| 45  | Просечан број деце                                                                               | 2.85     |
| 46  | Становништво рођено у ентитету                                                                   | 39975    |
| 47  | Мушко становништво рођено у ентитету                                                             | 19512    |
| 48  | Женско становништво рођено у ентитету                                                            | 20463    |
| 49  | Становништво рођено у другом ентитету                                                            | 2866     |
| 50  | Мушко становништво рођено у другом ентитету                                                      | 1384     |
| 51  | Женско становништво рођено у другом ентитету                                                     | 1482     |
| 52  | Становништво од 5 година и више резидентно у ентитету у јуну 2005. године                        | 37221    |
| 53  | Мушко становништво старосног доба од 5 година и више, резидентно у ентитету у јуну 2005. године  | 17701    |
| 54  | Женско становништво старосног доба од 5 и више година, резидентно у ентитету у јуну 2005. године | 19520    |
| 55  | Становништво од 5 година и више које је живело у другом ентитету у јуну 2005. године             | 573      |
| 56  | Мушко становништво старије од 5 година које је живело у другом ентитету у јуну 2005. године      | 293      |
| 57  | Женско становништво старије од 5 година које је живело у другом ентитету у јуну 2005. године     | 280      |
| 58  | Становништво од 3 године и више које говори аутохтони језик                                      | 140      |
| 59  | Мушко становништво старо 3 године и више које говори аутохтони језик                             | 78       |
| 60  | Женско становништво старо 3 године и више које говори аутохтони језик                            | 62       |
| 61  | Становништво од 3 године и више које говори аутохтони језик и не говори шпански језик            | 4        |
| 62  | Мушко становништво старо 3 године и више које говори аутохтони језик и не говори шпански         | 2        |
| 63  | Женско становништво старо 3 године и више које говори аутохтони језик и не говори шпански језик  | 2        |
| 64  | Становништво старо 3 године и више које говори аутохтони језик и шпански                         | 108      |
| 65  | Мушко становништво старо 3 године и више које говори аутохтони језик и шпански                   | 61       |
| 66  | Женско становништво старо 3 године и више које говори аутохтони језик и шпански                  | 47       |
| 67  | Становништво од 5 година и више које говори аутохтони језик                                      | 135      |
| 68  | Становништво од 5 година и више које говори аутохтони језик и не говори шпански језик            | 3        |
| 69  | Становништво од 5 година и више које говори аутохтони језик и говори шпански језик               | 105      |
| 70  | Становништво у домородачким домаћинствима                                                        | 357      |
| 71  | Становништво са ограничењима у активностима                                                      | 2547     |
| 72  | Становништво са ограниченим ходањем или кретањем, горе или доле                                  | 1463     |
| 73  | Становници са ограничењима вида, чак и уз кориштење сочива                                       | 688      |
| 74  | Становништво са ограничењима говора, комуникације или конверзације                               | 261      |
| 75  | Становништво са ограниченим слухом                                                               | 337      |
| 76  | Становништво са ограничењима при одевању, купању или јелу                                        | 134      |
| 77  | Становништво са ограничењима у опажању или учењу једноставних ствари                             | 163      |
| 78  | Становништво са менталним ограничењима                                                           | 271      |
| 79  | Становништво без ограничења активности                                                           | 40861    |
| 80  | Становништво од 3 до 5 година које не похађа школу                                               | 880      |
| 81  | Мушко становништво од 3 до 5 година које не похађа школу                                         | 459      |
| 82  | Женско становништво од 3 до 5 година које не похађа школу                                        | 421      |
| 83  | Становништво од 6 до 11 година које не похађа школу                                              | 127      |
| 84  | Мушко становништво од 6 до 11 година које не похађа школу                                        | 77       |
| 85  | Женско становништво од 6 до 11 година које не похађа школу                                       | 50       |
| 86  | Становништво од 12 до 14 година које не похађа школу                                             | 209      |
| 87  | Мушко становништво од 12 до 14 година које не похађа школу                                       | 127      |
| 88  | Женско становништво од 12 до 14 година које не похађа школу                                      | 82       |
| 89  | Становништво од 15 до 17 година похађа школу                                                     | 1895     |
| 90  | Мушко становништво од 15 до 17 година похађа школу                                               | 919      |
| 91  | Женско становништво између 15 и 17 година живота у школи                                         | 976      |
| 92  | Становништво од 18 до 24 године похађа школу                                                     | 1120     |
| 93  | Мушко становништво од 18 до 24 године похађа школу                                               | 501      |
| 94  | Женско становништво од 18 до 24 године похађа школу                                              | 619      |
| 95  | Становништво од 8 до 14 година које не може да чита и пише                                       | 183      |
| 96  | Мушко становништво старосног доба од 8 до 14 година које не може да чита и пише                  | 123      |
| 97  | Женско становништво старосног доби од 8 до 14 година које не може да чита и пише                 | 60       |
| 98  | Становништво од 15 година и више које је неписмено                                               | 2998     |
| 99  | Мушко становништво од 15 година и више које је неписмено                                         | 1525     |
| 100 | Женско становништво од 15 година и више које је неписмено                                        | 1473     |
| 101 | Становништво старо 15 и више година без школовања                                                | 3243     |
| 102 | Мушко становништво старо 15 и више година без школовања                                          | 1680     |
| 103 | Женско становништво старо 15 и више година без школовања                                         | 1563     |
| 104 | Становништво старосног доба 15 и више година са непотпуним основним образовањем                  | 5995     |
| 105 | Мушко становништво старосног доба од 15 година и више са непотпуном основним образовањем         | 3219     |
| 106 | Женско становништво старосног доба 15 и више година са непотпуном основним образовањем           | 2776     |
| 107 | Становништво старо 15 и више година са комплетним основним образовањем                           | 4678     |
| 108 | Мушко становништво старо 15 година и више са комплетним основним образовањем                     | 2255     |
| 109 | Женско становништво старо 15 и више година са комплетним основним образовањем                    | 2423     |
| 110 | Становништво старосног доба 15 и више година са непотпуним средњим образовањем                   | 2080     |
| 111 | Мушко становништво старосног доба од 15 година и више са непотпуним средњим образовањем          | 1087     |
| 112 | Женско становништво старосног доба од 15 година и више са непотпуним средњим образовањем         | 993      |
| 113 | Становништво старо 15 и више година са пуним секундарном образовањем                             | 7022     |
| 114 | Мушко становништво старосног доба од 15 година и више са пуним секундарном образовањем           | 3050     |
| 115 | Женско становништво старосног доба од 15 година и више са пуним секундарном образовањем          | 3972     |
| 116 | Становништво старије од 18 година са постосновним образовањем                                    | 5967     |
| 117 | Мушко становништво старије од 18 година са постосновним образовањем                              | 2596     |
| 118 | Женско становништво старије од 18 година са постосновним образовањем                             | 3371     |
| 119 | Просечна оцена школовања                                                                         | 7.11     |
| 120 | Просечан ниво образовања мушке популације                                                        | 6.8      |
| 121 | Просечан ниво образовања женског становништва                                                    | 7.39     |
| 122 | Економски активно становништво                                                                   | 16257    |
| 123 | Економски активна мушка популација                                                               | 11510    |
| 124 | Економски активна женска популација                                                              | 4747     |
| 125 | Становништво које није економски активно                                                         | 16342    |
| 126 | Мушко становништво које није економски активно                                                   | 4111     |
| 127 | Женско становништво које није економски активно                                                  | 12231    |
| 128 | Запослено становништво                                                                           | 15321    |
| 129 | Запослено мушко становништво                                                                     | 10699    |
| 130 | Запослено женско становништво                                                                    | 4622     |
| 131 | Незапослена популација                                                                           | 936      |
| 132 | Незапослена мушка популација                                                                     | 811      |
| 133 | Незапослена женска популација                                                                    | 125      |
| 134 | Становништво без права на здравствене услуге                                                     | 11274    |
| 135 | Становништво које има право на здравствене услуге                                                | 32188    |
| 136 | Становништво које има право на ИМСС                                                              | 5358     |
| 137 | Становништво које има право на социјално осигурање                                               | 2567     |
| 138 | Становништво које има право на државно социјално осигурање                                       | 58       |
| 139 | Становништво које има право на опште осигурање или здравствено осигурање за нову генерацију      | 23742    |
| 140 | Становништво које је било једном или није било у браку током 12 година и више                    | 11463    |
| 141 | Венчано или уједињено становништво од 12 година и више                                           | 17928    |
| 142 | Становништво које је било у браку или уједињено 12 година и више                                 | 3345     |
| 143 | Становништво са католичком религијом                                                             | 40065    |
| 144 | Протестанти, еванђелисти и библијски следбеници различити од еванђелиста                         | 2334     |
| 145 | Становништво са другим религијама различитим од претходних                                       | 16       |
| 146 | Становништво без религије                                                                        | 948      |
| 147 | Укупно пописаних домаћинства                                                                     | 10684    |
| 148 | Пописна домаћинства на челу са мушкарцима                                                        | 8013     |
| 149 | Пописна домаћинства на челу са женама                                                            | 2671     |
| 150 | Становништво у пописним домаћинствима                                                            | 43498    |
| 151 | Становништво у пописним домаћинствима на челу са мушкарцима                                      | 34251    |
| 152 | Становништво у пописним домаћинствима на челу са женама                                          | 9247     |
| 153 | Укупно домаћинстава                                                                              | 13226    |
| 154 | Укупно насељених домаћинстава                                                                    | 10690    |
| 155 | Укупно приватних кућа                                                                            | 13220    |
| 156 | Насељени приватни домови                                                                         | 10684    |
| 157 | Укупно насељених приватних кућа                                                                  | 10689    |
| 158 | Ненасељене приватне куће                                                                         | 1838     |
| 159 | Појединачна домаћинства за привремену употребу                                                   | 698      |
| 160 | Становници у насељеним приватним кућама                                                          | 43498    |
| 161 | Насељеност станара у приватним становима                                                         | 4.07     |
| 162 | Просечно становника по соби у приватним насељеним домаћинствима                                  | 1.14     |
| 163 | Појединачна домаћинства са подовима од различитих материјала од земље                            | 9279     |
| 164 | Појединачна домаћинства у приземљу                                                               | 1278     |
| 165 | Појединачна домаћинства са једном спаваћом собом                                                 | 3644     |
| 166 | Појединачна домаћинства са две спаваће собе и више                                               | 6994     |
| 167 | Појединачна домаћинства са једним собом                                                          | 458      |
| 168 | Појединачна домаћинства са две собе                                                              | 1915     |
| 169 | Појединачна домаћинства са 3 собе и више                                                         | 8271     |
| 170 | Појединачна домаћинства која имају електрично светло                                             | 10356    |
| 171 | Појединачна домаћинства која немају електрично светло                                            | 287      |
| 172 | Појединачна домаћинства која имају водоводну воду у стамбеном простору                           | 9862     |
| 173 | Појединачна домаћинства која немају водоводну воду у стамбеном простору                          | 779      |
| 174 | Појединачна домаћинства која имају тоалет                                                        | 10422    |
| 175 | Појединачна домаћинства која имају канализацију                                                  | 9020     |
| 176 | Појединачна домаћинства која немају канализацију                                                 | 1599     |
| 177 | Појединачна домаћинства која имају електрично светло, довод воде из јавне мреже и канализацију   | 8373     |
| 178 | Појединачна домаћинства без икаквих услова                                                       | 195      |
| 179 | Појединачна домаћинства која имају радио                                                         | 8723     |
| 180 | Појединачна домаћинства која имају телевизор                                                     | 9773     |
| 181 | Појединачна домаћинства која имају фрижидер                                                      | 8612     |
| 182 | Појединачна домаћинства која имају машину за веш                                                 | 7991     |
| 183 | Појединачна домаћинства која имају аутомобил или комби                                           | 4580     |
| 184 | Појединачна домаћинства која имају рачунар                                                       | 1655     |
| 185 | Појединачна домаћинства која имају фиксну телефонску линију                                      | 3411     |
| 186 | Појединачна домаћинства која имају мобилни телефон                                               | 6232     |
| 187 | Појединачна домаћинства која имају приступ интернету                                             | 827      |